# Sintautai
Sintautai is een plaats in het Litouwse district Marijampolė. De plaats telt 586 inwoners (2001).